# 엘리제 조약

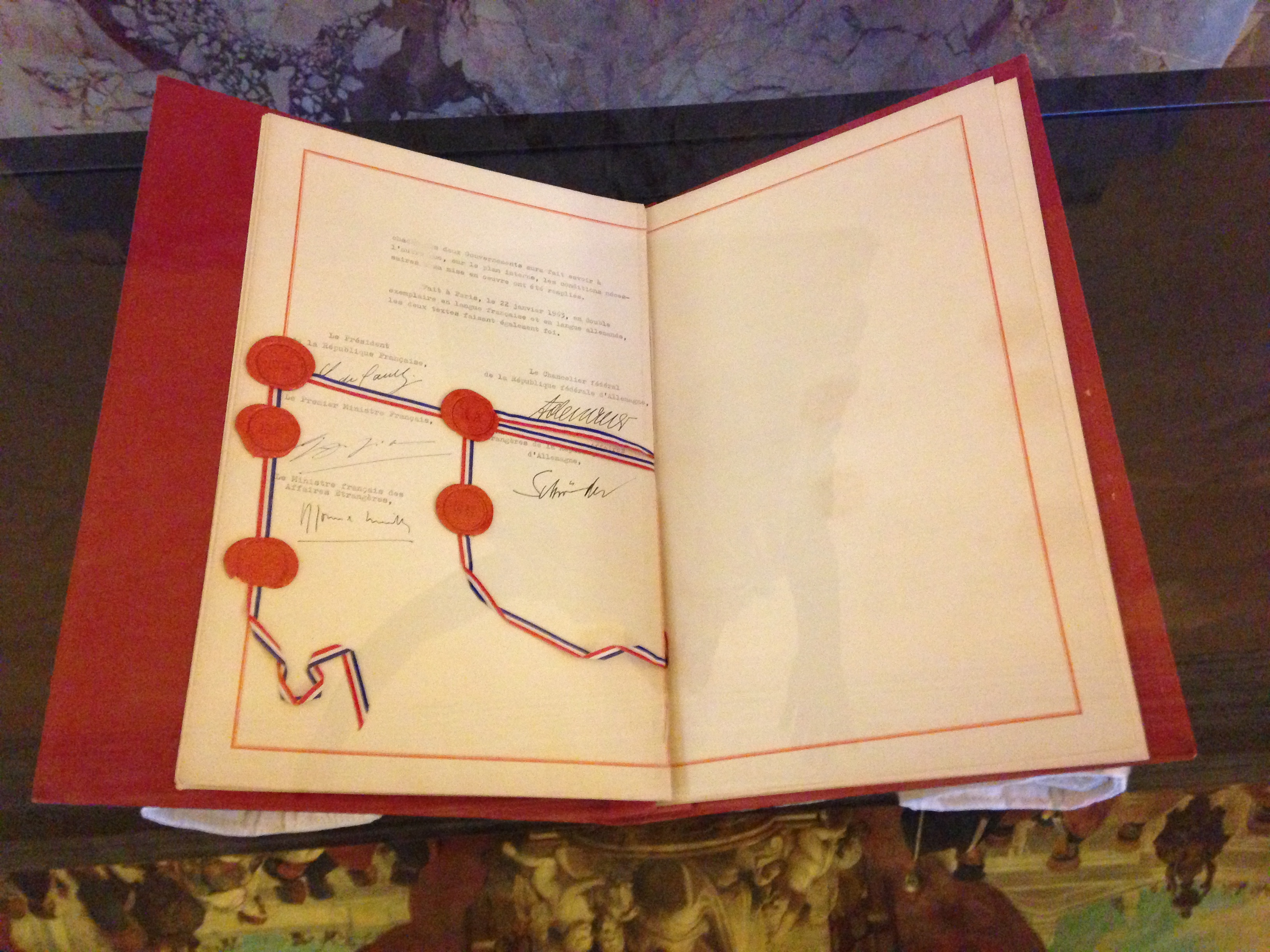

엘리제 조약(Élysée Treaty)은 1963년 1월 22일 파리의 엘리제궁에서 조인된 프랑스·서독(西獨) 협력조약을 말한다.
동시에 공동선언을 발표하였는데 조약의 내용은 양국의 수뇌·외상·국방상·문교상·참모본부장은 정기적으로 회합을 가지고 외교·방위·교육의 부문에서 긴밀한 협력관계를 가진다고 하는 것들이다. 또한 공동선언은 수세기에 걸쳐 내려온 적대의식을 버리고 양 국민이 우호관계를 맺은 것은 역사적으로 획기적인 사건이라고 말하고 양국간의 협력강화는 통일유럽을 향한 불가결의 단계라고 선언하였다. 이 조약은 파리와 본의 동맹관계를 확실하게 구성한 것이다. 두 나라의 협력관계는 서독의 에르하르트 정권 때(1963∼66)에 일시적으로 냉각되었지만 키징거 정권 및 브란트 사회민주당 정권 이후부터 더욱 긴밀한 관계가 계속되고 있다.

## 같이 보기
- 쉬망 선언
- 유럽의 역사